# U-Boot mit Marschflugkörpern

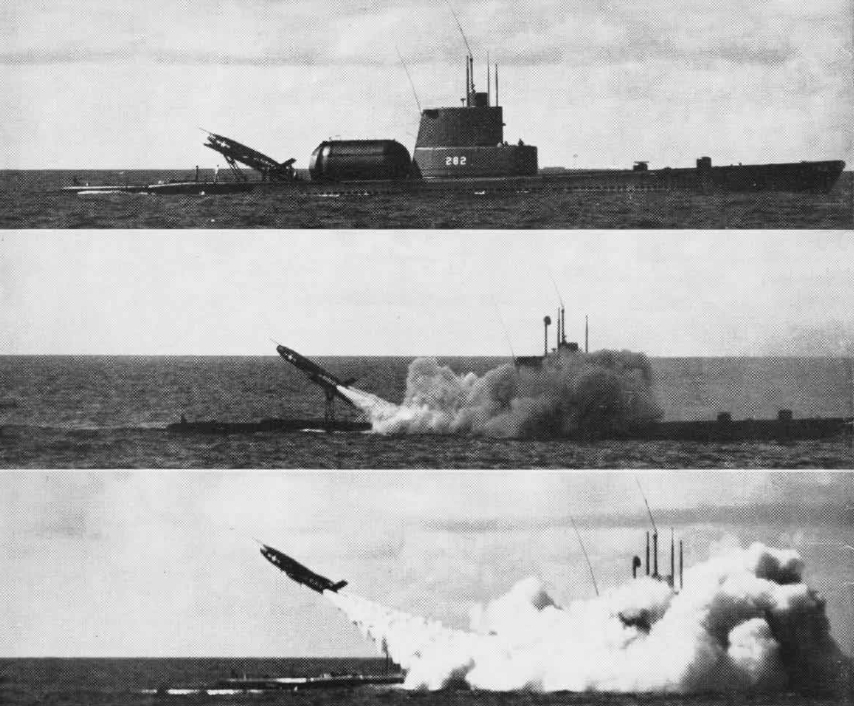
Erster Start eines Marschflugkörpers (hier ein SSM-N-8A Regulus) von der USS Tunny aus (1956)

Projekt 949A Antey

Als U-Boote mit Marschflugkörpern werden Unterseeboote bezeichnet, deren Hauptbewaffnung aus Marschflugkörpern oder Seezielflugkörpern besteht. In den USA werden sie als Ship Submersible Guided Missile Nuclear (SSGN) bezeichnet, wenn sie atomar angetrieben sind, und als Ship Submersible Guided Missile (SSG), wenn sie einen konventionellen Antrieb besitzen. In Russland lautet die Bezeichnung Podwodnaja Lodka Atomnaja s Raketami Krilatimi (PLARK, Подводная Лодка Атомная с Ракетами Крылатыми, ПЛАРК), übersetzt „Atom-U-Boot mit Marschflugkörpern“.
Noch ungelenkte Raketen wurden testweise erstmals im Zweiten Weltkrieg von Deutschland an Bord von U-Booten stationiert. Die United States Navy setzte im Pazifikkrieg solche Raketen erstmals ein. Mit Beginn des Kalten Krieges entwickelten dann sowohl die US Navy als auch die sowjetische Marine Marschflugkörper für den U-Boot-Einsatz. Diese ersten Boote waren vor allem auf Landangriffe spezialisiert. In den 1960er Jahren verlagerten beide Supermächte ihre Landangriffskapazitäten weg von den Marschflugkörpern. Die US Navy stellte dementsprechend alle SSG(N) außer Dienst, die Sowjetmarine hingegen begann, Seezielflugkörper auf ihren Booten zu stationieren.
2009 betreiben sowohl die USA als auch Russland jeweils vier dedizierte SSGN, allerdings können U-Boote vieler Staaten als sekundäres Einsatzmerkmal Marschflugkörper und/oder Seezielflugkörper aus ihren Torpedorohren abfeuern.

## Geschichte

### Vorgeschichte
Im Zweiten Weltkrieg experimentierte Deutschland als erstes Land mit dem Unterwasserabschuss von noch ungelenkten Raketen. Ab Mai 1942 startete die U 511 vor der Heeresversuchsanstalt Peenemünde Kurzstreckenraketen von sechs an den Rumpf geschweißten Startvorrichtungen. Aus rund 8 Metern Tiefe erfolgten 24 Starts, die alle erfolgreich verliefen. Die Kriegsmarine lehnte den Einsatz dieser Waffe, die vom Heer entwickelt worden war, jedoch ab, die Vorrichtungen auf U 511 wurden im Juli 1942 wieder entfernt. Die Kriegsmarine begann daraufhin mit der Entwicklung eines Seezielflugkörpers, konnte ihn aber nicht vor Kriegsende fertigstellen.
Die United States Navy experimentierte ab 1945 mit Raketen auf U-Booten. Die USS Barb (SS-220) wurde mit einem 5-Zoll-Raketenwerfer ausgerüstet und beschoss als erstes U-Boot ein Landziel mit Raketen, hier die japanische Stadt Shari.

### Erste Jahre

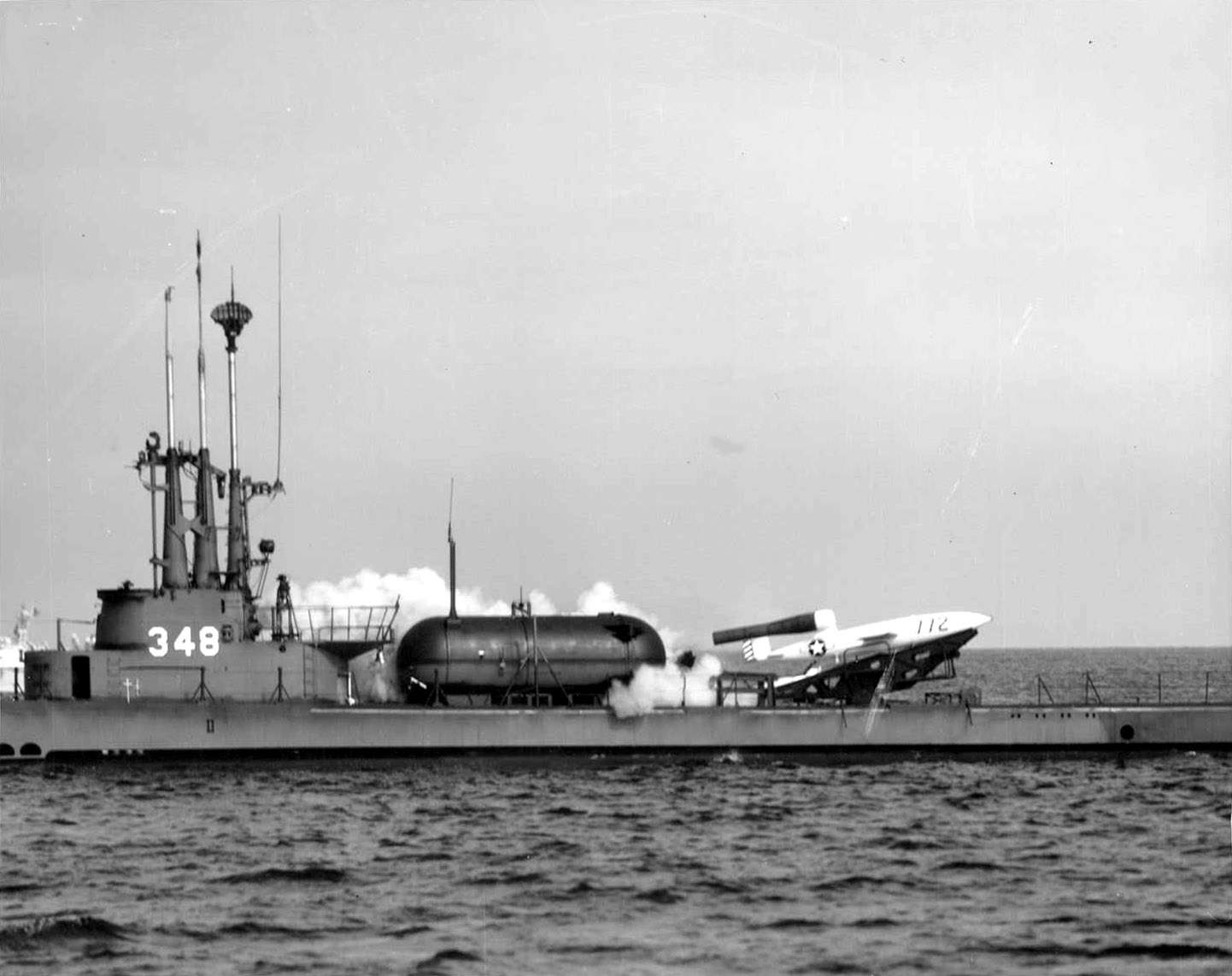
Start einer JB-2 Loon vom Deck der USS Cusk

Nach dem Krieg erlaubte Marineminister James Forrestal der US Navy, zwei U-Boote umzurüsten, um so die Lenkrakete JB-2 Loon abzuschießen, die aus der deutschen Fieseler Fi 103 („V1“) entwickelt worden war. Diese Tests fanden sodann von Bord der Carbonero und der Cusk statt. 1947 schoss die Cusk die erste lenkbare Rakete von Bord eines U-Bootes ab. Die US Navy entwickelte daraufhin einen eigenen Marschflugkörper, der auch in den Flottendienst übernommen wurde, die SSM-N-8A Regulus. In den Vereinigten Staaten wurden die Tunnyund Barbero mit der neuen Regulus ausgerüstet, die Tunny schoss 1953 erstmals eine Rakete des Typs ab.
Auch die sowjetische Marine experimentierte ab 1945 mit der deutschen V1, stoppte aber die Entwicklung eines eigenen Marschflugkörpers und U-Bootes für diesen nach 1950. Bald darauf jedoch unternahm die Sowjetunion einen weiteren Versuch, aus dem die Flugkörper SS-N-3 Shaddock und P-10 hervorgingen. 1955 wurde ein U-Boot der Zulu-Klasse für den Abschuss der P-10 modifiziert, 1957 schoss das Boot vier Raketen ab. Letztlich setzte sich jedoch die SS-N-3 durch, die erstmals kurz nach der P-10 von einem Boot der Whiskey-Klasse, S-146, getestet wurde. Ab 1960 wurden sechs weitere Boote der Klasse zu Marschflugkörper-Trägern umgerüstet. Die 1956 begonnene Entwicklung von ersten Atom-U-Booten mit Marschflugkörper-Bewaffnung wurde jedoch bereits 1960 vorerst gestoppt. Diese ersten Versuche scheiterten vor allem an Problemen des Marschflugkörpers P-20, der nie Einsatzreife erlangte. Außerdem verlegte die Sowjetunion ihren Fokus auf landgestützte Raketensysteme.

### Regulärer Einsatz

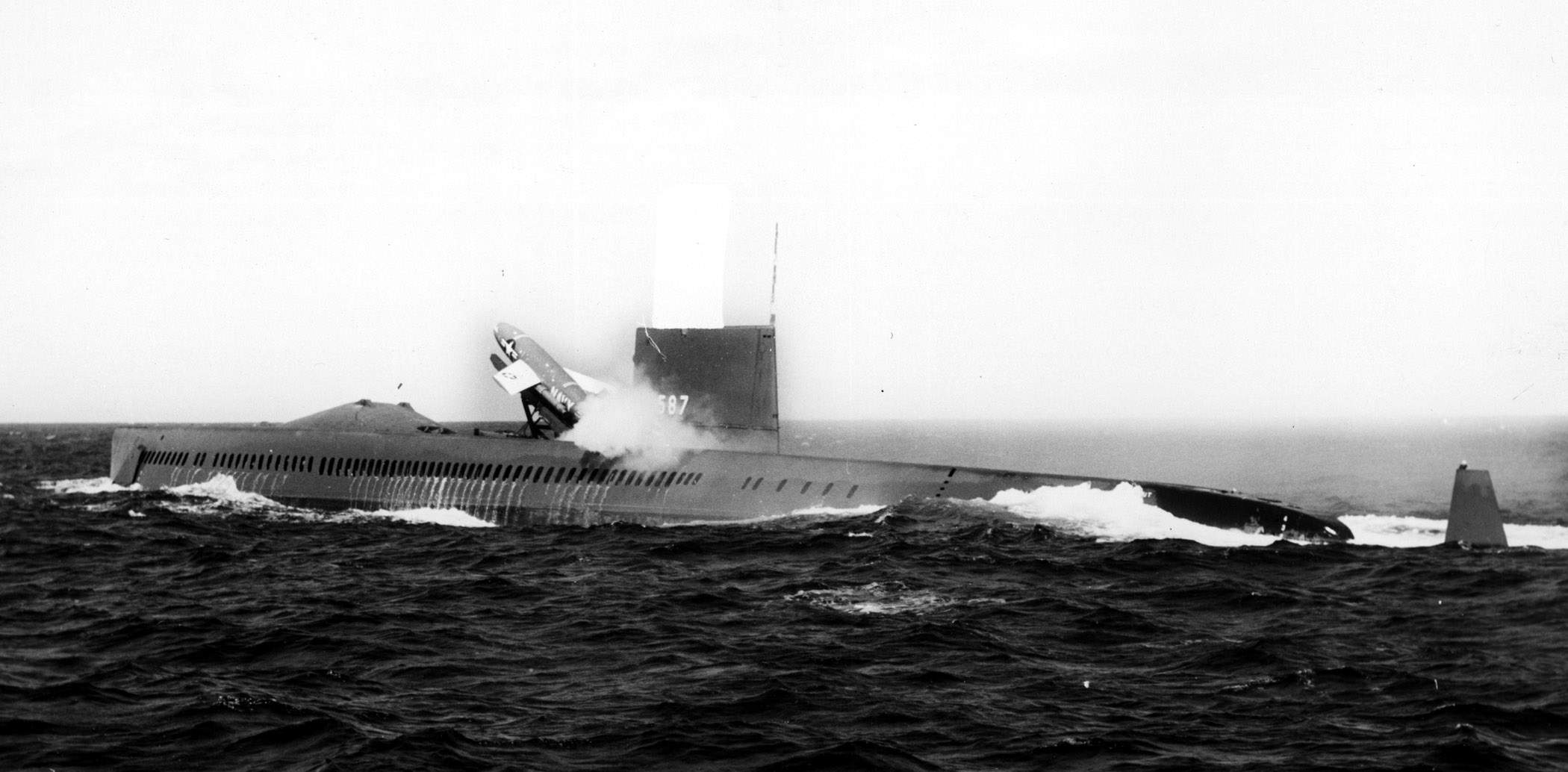
Start eines Regulus-Flugkörpers vom Deck der USS Halibut

Die amerikanische Grayback-Klasse wurde nach den erfolgreichen Tests als erste Klasse speziell für den Start von Marschflugkörpern ausgerüstet und erhielt ab 1958 zwei Einheiten. 1960 stellte die US Navy erstmals ein atom-getriebenes U-Boot mit Marschflugkörpern, die USS Halibut in Dienst. Zusätzlich wollte die Navy ab 1958 elf SSGN der Thresher-/Permit-Klasse bauen. Bereits Ende 1958 begann die Navy jedoch unter Marineminister Thomas S. Gates, die Entwicklung dieses Typs zu stoppen, um Gelder in die Programme für U-Boote mit ballistischen Raketen und Flugzeugträger zu lenken. Die fünf hergestellten Boote fuhren jedoch vorerst weiterhin mit den Regulus-Marschflugkörpern, die Thresher-/Permit-Boote wurden als Jagd-U-Boote fertiggestellt.
Die Sowjetmarine stellte ab 1963 sechs weitere, modifizierte Whiskey-Boote in Dienst, bereits ab 1961 außerdem fünf atomgetriebene U-Boote der Echo-I- und ab 1962 dann 29 Boote der Echo-II-Klasse. Ab 1963 fertigten die Sowjets außerdem 16 konventionell getriebene Boote der Juliett-Klasse. Auch die Sowjetunion begann zu dieser Zeit, die Stationierung von Landangriffswaffen auf U-Booten zu überdenken. Ab 1965 wurden so die SSG(N) mit Seezielflugkörpern ausgerüstet. Die ersten Echos wurden recht bald zu reinen Jagd-U-Booten umgerüstet, da sie nicht in der Lage waren, Seezielflugkörper abzuschießen. Trotzdem besaß die Sowjetunion eine weit größere Flotte von Marschflugkörper-Booten als die USA. Diese begannen im Gegensatz dazu bereits ab 1964, ihre Regulus außer Dienst zu stellen, die fünf SSG(N) wurden entsprechend deaktiviert oder zu Jagd-U-Booten umgerüstet. In der Folge verzichtete die US Navy auf Marschflugkörper-U-Boote.
Die Marine der Sowjetunion fuhr jedoch fort, Marschflugkörper auf U-Booten zu stationieren, beschränkte sich aber auf Atom-U-Boote. Ab 1967 kamen Boote der Charlie-I-Klasse, ab 1973 solche der Charlie-II-Klasse zur Flotte, 1969 ein einzelnes SSGN der Papa-Klasse. Diese waren mit verbesserten Waffen der Typen SS-N-7 Starbright und SS-N-9 Siren ausgerüstet. 1980 kamen noch zwei Boote der Oscar-I-Klasse und ab 1986 der Oscar-II-Klasse in Dienst, die die SS-N-19 Shipwreck an Bord haben. Gleichzeitig rüstete die Sowjetunion allerdings einige Boote der Yankee-Klasse um, die mit der SS-N-21 Sampson auch wieder Landangriffe durchführen konnten.
Zum Ende des Kalten Krieges standen in der Flotte der Sowjetunion 49 SSGN und 16 SSG im Dienst.

### Gegenwart

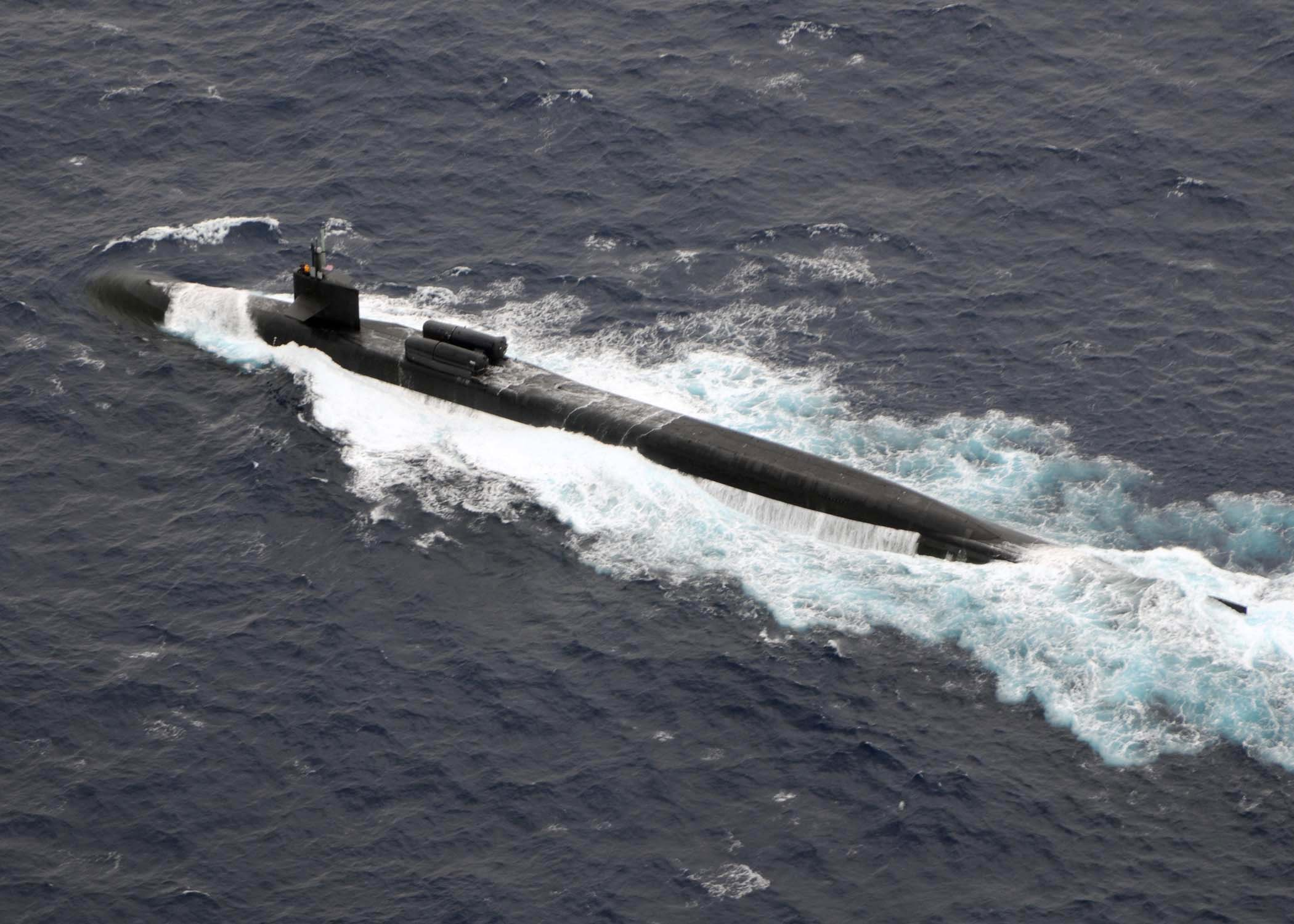
USS Ohio nach dem Umbau zum Marschflugkörper-Träger

Die US Navy führte um 2005 wieder SSGN ein, als die ersten vier Raketen-U-Boote der Ohio-Klasse zu Marschflugkörper-Trägern umgebaut wurden. Mit Stand 2009 sind diese die einzigen dedizierten Marschflugkörper-Boote der westlichen Welt.
Die russische Marine besitzt ebenfalls vier Marschflugkörper-U-Boote, alle gehören der Oscar-II-Klasse an. Als einzige Marine entwickelt sie derzeit neue SSGN, die der Graney-Klasse. Baubeginn war bereits 1993, der Bau wurde jedoch mehrmals unterbrochen, erst Ende 2013 ging die erste Einheit der Klasse in Dienst.

## Technik

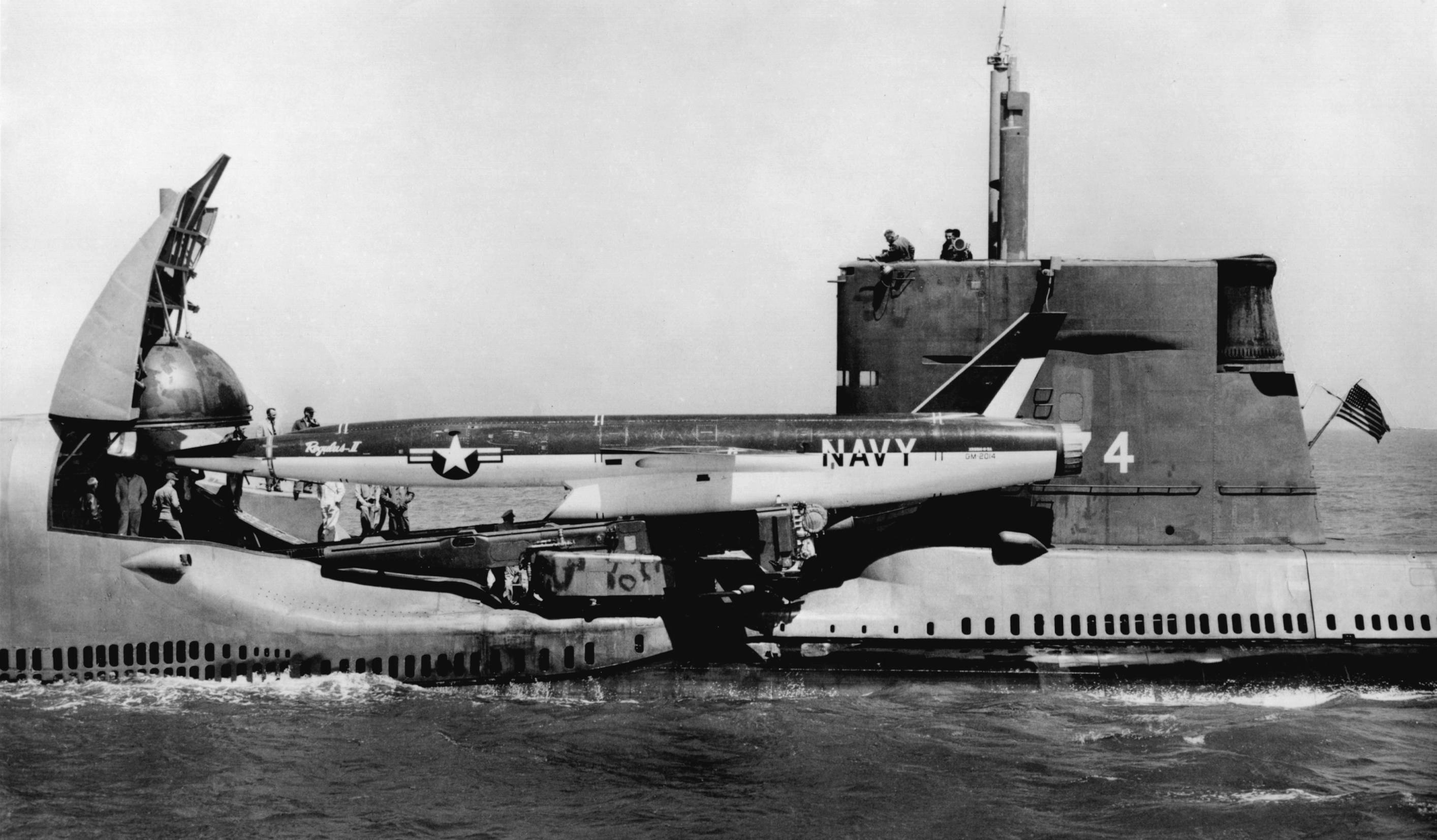
Eine Regulus II vor dem Hangar auf der USS Grayback

Die USA verwendete auf allen ihren Regulus-Booten recht ähnliche Technik. Die Boote mussten zum Abschießen der Waffe auftauchen, jeden Marschflugkörper einzeln aus einem Hangar in einen horizontalen, leicht angestellten Starter laden und konnten dadurch die Raketen nur einzeln nacheinander abfeuern. Die Boote trugen zwischen zwei und fünf Regulus an Bord. Auch die sowjetischen Boote mussten zum Start der Flugkörper auftauchen, diese konnten aber direkt aus ihrem Hangar abgefeuert werden, der ebenfalls leicht elaboriert wurde. Die Echo II konnten so acht Seezielflugkörper tragen.
Ab der Papa- und der Charlie-Klasse konnten die sowjetischen Boote ihre Waffen auch getaucht abfeuern, erstmals kamen hier vertikale Startrohre zum Einsatz. Diese senkrechte Anordnung der Rohre wurde vorher bereits ähnlich auf Raketen-U-Booten verwendet und setzte sich in der Folge auch für U-Boote mit Marschflugkörpern durch. Auf den Oscars wurden so 24 Raketen auf jedem Boot stationiert. Die Waffen wurden dabei zwischen der Druckhülle des Bootes und dem Außenrumpf angebracht.
Ab den 1970er Jahren erhielten auch normale Jagd-U-Boote die Fähigkeit, solche Waffen abzuschießen. So wurden etwa die Seezielflugkörper UGM-84 Harpoon und SM-39 Exocet sowie der Landangriffs-Marschflugkörper UGM-109 Tomahawk entwickelt, die aus Torpedorohren abgeschossen werden können. Das zweite Baulos der Los-Angeles-Klasse erhielt sogar zwölf dedizierte vertikale Startrohre für Tomahawks. Trotzdem wurden diese Boote weiterhin als Jagd-, nicht als Marschflugkörper-U-Boot bezeichnet. Die Ohio-SSGN sind aus dem Umbau von Raketen-U-Booten entstanden. Hierbei wurden die 24 ehemaligen Startschächte für die ballistischen Raketen umgerüstet, aus einem können nun sieben Tomahawk verschossen werden. Da zwei der Rohre einer anderen Verwendung zugeordnet wurden, besitzen die Boote so bis zu 154 Marschflugkörper.

## Einsatzprofil

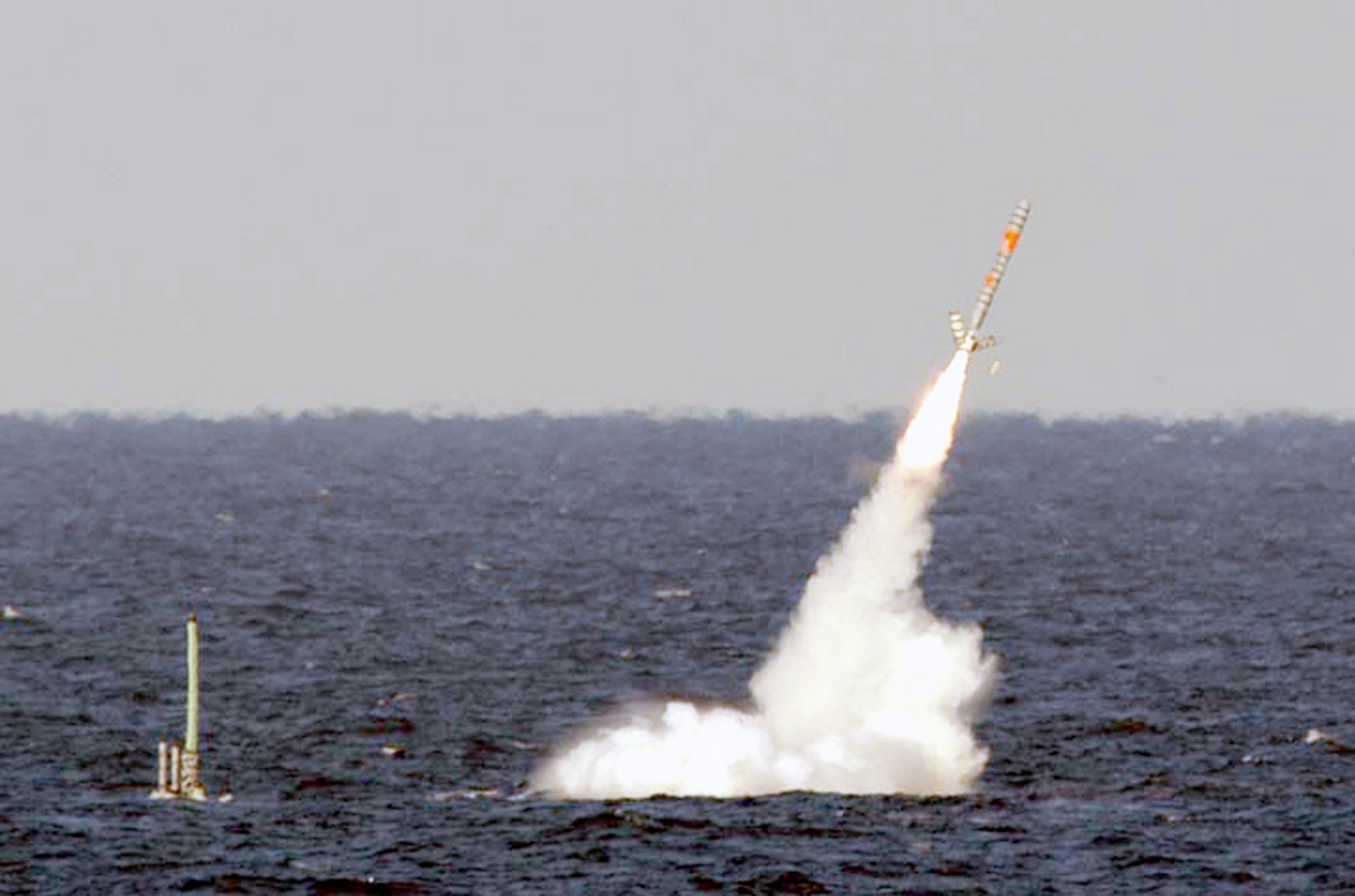
Abschuss einer Tomahawk von einem U-Boot der Ohio-Klasse

Haupteinsatzzweck der ersten Marschflugkörper-U-Boote waren überraschende, taktische Angriffe auf Landziele. So nahmen die Japaner nach dem ersten Angriff der Barb an, Opfer einer Fliegerstaffel geworden zu sein. In der kurzen Einsatzzeit der SSG(N) der US Navy wurden sie hauptsächlich eingesetzt, um zur Politik der Abschreckung beizutragen. So fuhr die Tunny 1958 eine Abschreckungspatrouille im Pazifik, um Flugzeugträger zu ersetzen, die auf Grund der Libanonkrise ins Mittelmeer abgezogen worden waren. Zwischen 1959 und 1964 wurden solche Patrouillen im Nordpazifik ein Standard-Einsatz für die US-Boote, die 41 solche Fahrten absolvierten. Neben den Flugzeugträgern übernahmen ab 1964 dann die Raketen-U-Boote diese Rolle von den Marschflugkörper-Booten.
Die Sowjetunion verlegte ihre Landangriffskapazität ab 1960 größtenteils auf landgestützte Raketen, später dann ebenfalls auf Raketen-U-Boote. Da die Marschflugkörper somit als redundant angesehen wurden, wurden sie auf U-Booten weitgehend überflüssig, und verschwanden größtenteils aus den Flotten. Um jedoch auf die steigende Bedrohung ihres Territoriums durch die Flugzeugträger zu reagieren, begann die Sowjetunion, U-Boote mit einer Hauptbewaffnung aus Seezielflugkörpern auszurüsten, mit denen im Kriegsfall die Flugzeugträgerkampfgruppen weit vor der Küste angegriffen und abgefangen werden sollten. Dies blieb bis ins 21. Jahrhundert der Haupteinsatzzweck dieser Boote (siehe z. B. Projekt 949). Die Seezielflugkörper weisen Reichweiten von über 400 Kilometern auf und können so weit außerhalb des U-Jagd-Schirms, der jede Trägerkampfgruppen schützend umgibt, abgefeuert werden. Da ein U-Boot auf diese Distanzen aber nicht in der Lage ist, die Position der Kampfgruppe selbstständig zu erfassen, muss diese, meist per Flugzeug, aufgeklärt werden, wozu die Sowjetunion umgebaute Bomber vom Typ Tupolew Tu-95 verwendete.
Mit Aufkommen der Tomahawk wurden U-Boote der USA wieder vermehrt für Landangriffe eingesetzt. So wurden massiv taktische Landangriffe im Zweiten Golfkrieg, im Irakkrieg, im Kosovokrieg, im Krieg in Afghanistan sowie im libyschen Bürgerkrieg durchgeführt.